# Jolalpan
Jolalpan är en ort i Mexiko.   Den ligger i kommunen Jolalpan och delstaten Puebla, i den sydöstra delen av landet, 130 km söder om huvudstaden Mexico City. Jolalpan ligger 893 meter över havet och antalet invånare är 7 301.
Terrängen runt Jolalpan är huvudsakligen kuperad. Jolalpan ligger nere i en dal. Runt Jolalpan är det glesbefolkat, med 8 invånare per kvadratkilometer. Jolalpan är det största samhället i trakten. I omgivningarna runt Jolalpan växer huvudsakligen savannskog.